# Compendio della Dottrina Sociale della Chiesa
Il Compendio della Dottrina Sociale della Chiesa è una pubblicazione del 2004 curata dal Pontificio Consiglio della Giustizia e della Pace per raccogliere e sistematizzare il magistero cattolico sulla dottrina sociale.

## Scopo dell'opera
La dottrina sociale della Chiesa cattolica è costituita da una serie di encicliche e discorsi pontifici su temi quali la politica, la giustizia, la pace, la questione operaia, i diritti fondamentali dell'uomo e della donna. Il primo documento ufficialmente riconosciuto come espressione della dottrina sociale della Chiesa cattolica è stata l'enciclica Rerum Novarum (1891), di papa Leone XIII, a cui seguirono altre encicliche, lettere apostoliche e discorsi dei vari successori. Questi documenti magisteriali vennero scritti in epoche diverse per rispondere a problemi diversi, senza che ci fosse un progetto unitario e sistematico, senza l'intenzione di trattare la materia in modo esaustivo e ordinato.
Il Compendio è stato realizzato proprio allo scopo di dare forma sistematica e unitaria a una materia in continuo sviluppo e aggiornamento: se ad esempio varie encicliche avevano trattato in modo diverse del tema del lavoro, nel Compendio tutti questi contributi vengono accostati e armonizzati in un unico capitolo dedicato al lavoro.

## Progetto iniziale
L'idea di raccogliere in un'unica pubblicazione tutto il corpus dottrinale della Chiesa Cattolica sulle varie questioni sociali è stata di papa Giovanni Paolo II, molto sensibile rispetto ai problemi sociali della dottrina cattolica. Il progetto iniziale prevedeva la pubblicazione durante il Giubileo del 2000, ma la redazione del testo fu molto più complessa del previsto e la pubblicazione slittò di quattro anni rispetto alle previsioni. 
A questo scopo, Giovanni Paolo II nominò nel 1998 presidente del Pontificio Consiglio della Giustizia e della Pace il cardinale François-Xavier Nguyễn Văn Thuận, persona di cui aveva molta stima e considerazione in virtù della sua testimonianza di fede durante il sequestro personale che il prelato vietnamita subì tra il 1975 e il 1988. Văn Thuận, però, morì nel 2002 e l'opera di redazione e conclusione del Compendio venne portata avanti dal cardinal Renato Raffaele Martino, che ne curò la presentazione alla stampa il 25 ottobre 2004.

## Contenuti
- Introduzione: un umanesimo integrale e solidale
  - Parte prima
    - Capitolo primo: il disegno di amore di Dio per l'umanità
    - Capitolo secondo: missione della Chiesa e dottrina sociale
    - Capitolo terzo: la persona umana e i suoi diritti
    - Capitolo quarto: i principi della dottrina sociale della Chiesa

  - Parte seconda
    - Capitolo quinto: la famiglia cellula vitale della società
    - Capitolo sesto: il lavoro umano
    - Capitolo settimo: la vita economica
    - Capitolo ottavo: la comunità politica
    - Capitolo nono: la comunità internazionale
    - Capitolo decimo: salvaguardare l'ambiente
    - Capitolo undicesimo: la promozione della pace

  - Parte terza
    - Capitolo dodicesimo: dottrina sociale e azione ecclesiale
- Conclusione: per una civiltà dell'amore

### Testo ufficiale
- Pontificio Consiglio della Giustizia e della Pace, Compendio della Dottrina sociale della Chiesa, Libreria Editrice Vaticana, 2004, ISBN 88-209-7630-7.

### Studi
- Paolo Carlotti e Mario Toso (a cura di) , Per un umanesimo degno dell'amore. Il "Compendio della Dottrina sociale della Chiesa", Roma, Libreria Ateneo Salesiano, 2005, ISBN 88-213-0592-9.
- Giampaolo Crepaldi e Stefano Fontana, La Dottrina sociale della Chiesa. Una verifica a dieci anni dal Compendio (2004-2014), Siena, Cantagalli, 2014, ISBN 978-88-6879-120-9.
- Pontificio Consiglio della Giustizia e della Pace, Dizionario di dottrina sociale della Chiesa, a cura di Giampaolo Crepaldi ed Enrique Colom, Roma, Libreria Ateneo Salesiano, 2005, ISBN 88-213-0604-6.
- Università Cattolica del Sacro Cuore, Dizionario della Dottrina sociale della Chiesa. Scienze sociali e Magistero, a cura del Centro di ricerche per lo studio della Dottrina Sociale della Chiesa, Milano, Vita e pensiero, 2004, ISBN 88-343-0588-4.